# Pangai (città)
Pangai è una città di Tonga di 1 026 abitanti, capoluogo della divisione di Haʻapai. 
Il centro abitato si trova sul lato ovest dell'isola di Lifuka, il centro della città si sviluppa attorno alla chiesa cattolica chiamata Siasi Katolika. Ci sono qualche negozio e una banca.
Nella città sono presenti diverse chiese e due case in stile coloniale e dei cimiteri.

## Storia
Il missionario metodista Shirley Waldemar Baker, che fu primo ministro delle Tonga, sotto il re George Tupou I, morì a Pangai il 16 novembre 1903. La sua tomba ed il suo monumento si trovano nel cimitero della città e sono ancora una meta turistica.

## Popolazione
Secondo il censimento del 2021 la popolazione di Pangai ammontava a 1 026 abitanti.

## Infrastrutture e trasporti

### Aeroporti
A circa 5 km a nord del centro abitato si trova l'Aeroporto di Lifuka (Codice IATA "HPA").